# Ludwig von der Tann-Rathsamhausen

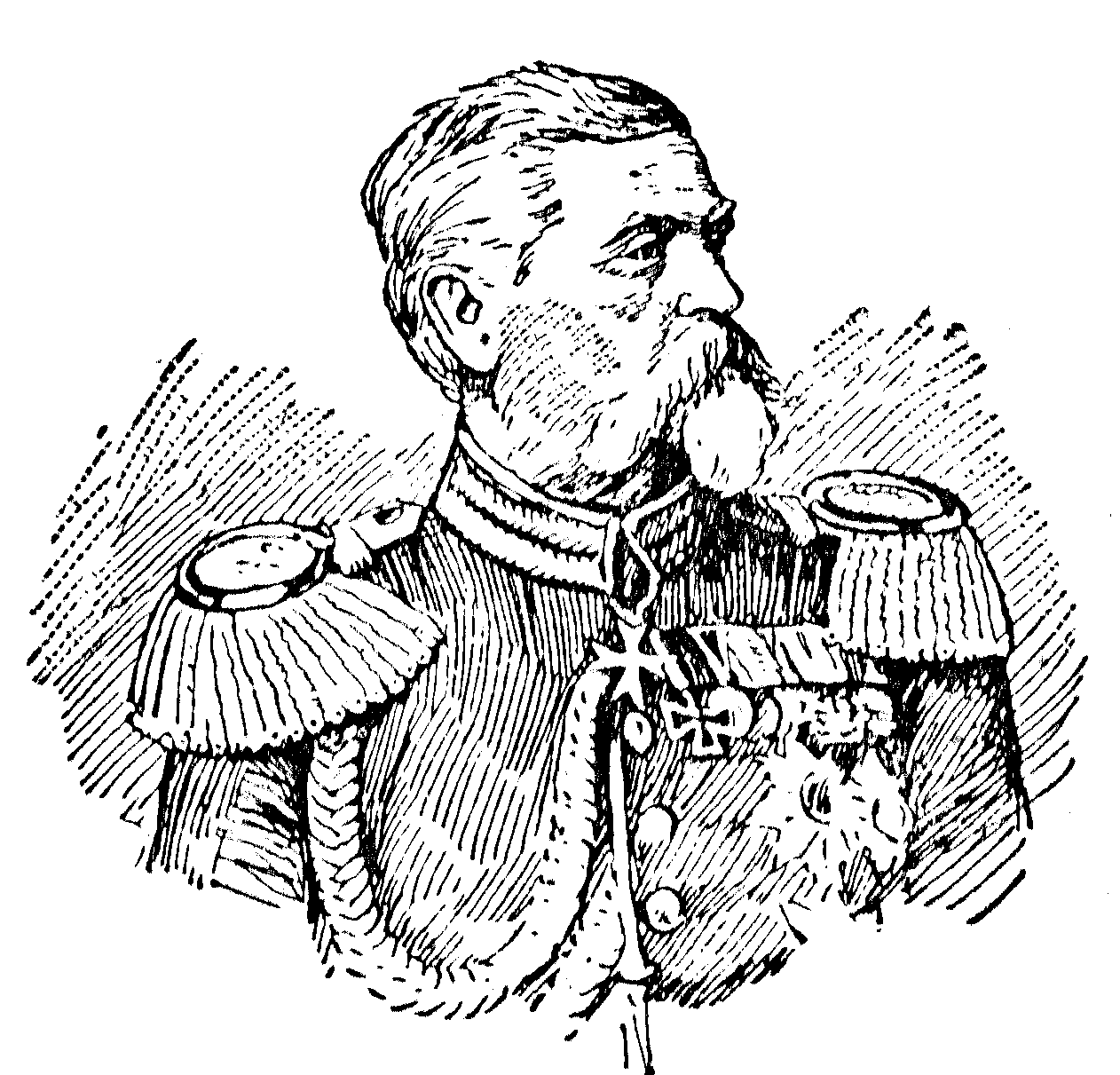
Le général von der Tann

Ludwig Samson Heinrich Arthur, Baron von und zu der Tann, devenu en 1868 baron von der Tann-Rathsamhausen (né le 18 juin 1815, jour de Waterloo, à Darmstadt dans le grand-duché de Hesse; † le 26 avril 1881 à Meran, dans le comté de Tyrol, en Autriche-Hongrie), est un général d’infanterie bavarois.
Les noms et armoiries bavaroises des barons von Rathsamhausen furent élevées au titre de baron von und zu der Tann-Rathsamhausen le 21 mai 1868 à Berg, à son bénéfice et celui de ses frères, les généraux bavarois Hugo et Rudolph. Ses cousins, Otto et Arthur, bénéficièrent également de cette décision. Aujourd'hui, leurs descendants portent simplement le nom de « von der Tann ».

## Biographie
Ludwig von der Tann est le fils du chambellan Heinrich von der Tann (de) († 1848) et de la baronne Sophie von Rathsamhausen, dernière descendante d'une lignée de hobereaux alsaciens. Il eut pour parrain le roi Louis Ier de Bavière. Il fut admis à 14 ans à l'École des Pages de Bavière, avant d'intégrer le 1er régiment d'artillerie de campagne (de) de l'armée bavaroise (« Regiment du Prince-régent Luitpold ») , le 1er août 1833 avec le grade d’enseigne ; dès le 26 octobre il était promu au grade de sous-lieutenant. Le 20 janvier 1840, le lieutenant von der Tann fut appelé comme aide de camp de l'État-major. Le 11 octobre 1844 il était promu capitaine et aide de camp du prince héritier Maximilien, dont il devint l'ami. En 1844, il se battit en duel avec un étudiant pour une affaire de cœur ; bien qu'à cette époque les duels fussent interdits, la faveur princière lui épargna les tracas d'un procès.
Il partit souvent en mission entre 1833 et 1844 : manœuvres autrichiennes en Italie, manœuvres prussiennes sur le Rhin et en Prusse-Orientale et il assista même à la Conquête de l'Algérie par la France en 1843.

### Guerre des Duchés
Lorsqu'en 1848 éclate la première guerre de Schleswig-Holstein, il est mis à la tête d'un corps de volontaires de Hambourg, Magdebourg et Kiel avec le grade de commandant. Avec ces hommes qu'il dut former lui-même, il s'illustra aux combats d’Altenhof (près d’Eckernförde) (21 avril 1848) et de Hoptrup (de). Nommé en 1849 chef d'État-major de la division du prince Édouard de Saxe-Altenburg, il fut promu colonel en juillet 1850 et aide de camp du général Karl Wilhelm von Willisen (1790-1879) commandant l’armée du Schleswig-Holstein. À ce poste, il prit part aux combats d’Idstedt, de Missunde et au siège raté de Friedrichstadt.
De retour en Bavière, il fut affecté comme aide de camp du roi Maximilien II, fut promu successivement général de division (31 mars 1855), général de corps d'armée (1er janvier 1860), lieutenant général (25 février 1861) et gouverneur militaire d’Augsbourg, puis de Munich. En 1864 il assista aux combats de Dybbøl, dans la presqu'île de Sundeved, qui terminaient la guerre des Duchés.

### Guerre austro-prussienne
Le 21 mai 1866 il fut nommé chef d'état-major du prince Charles-Théodore de Bavière, le général en chef des contingents d’Allemagne du Sud. Lorsqu’éclata la Guerre austro-prussienne, il passa un accord avec les généraux autrichiens sur la coordination des mouvements de troupe, prenant soin de se tenir loin des combats d'une guerre qu'au fond il désapprouvait, à la fois parce qu'il connaissait trop bien les atouts et les faiblesses des forces badoises et bavaroises, et parce qu'il se refusait fondamentalement à jouer un rôle dans une guerre « germano-allemande ».
La presse l’accabla après la défaite de l’armée bavaroise en juillet 1866. Il riposta en portant plainte contre la rédaction du « Volksboten ».

### Guerre franco-prussienne de 1870

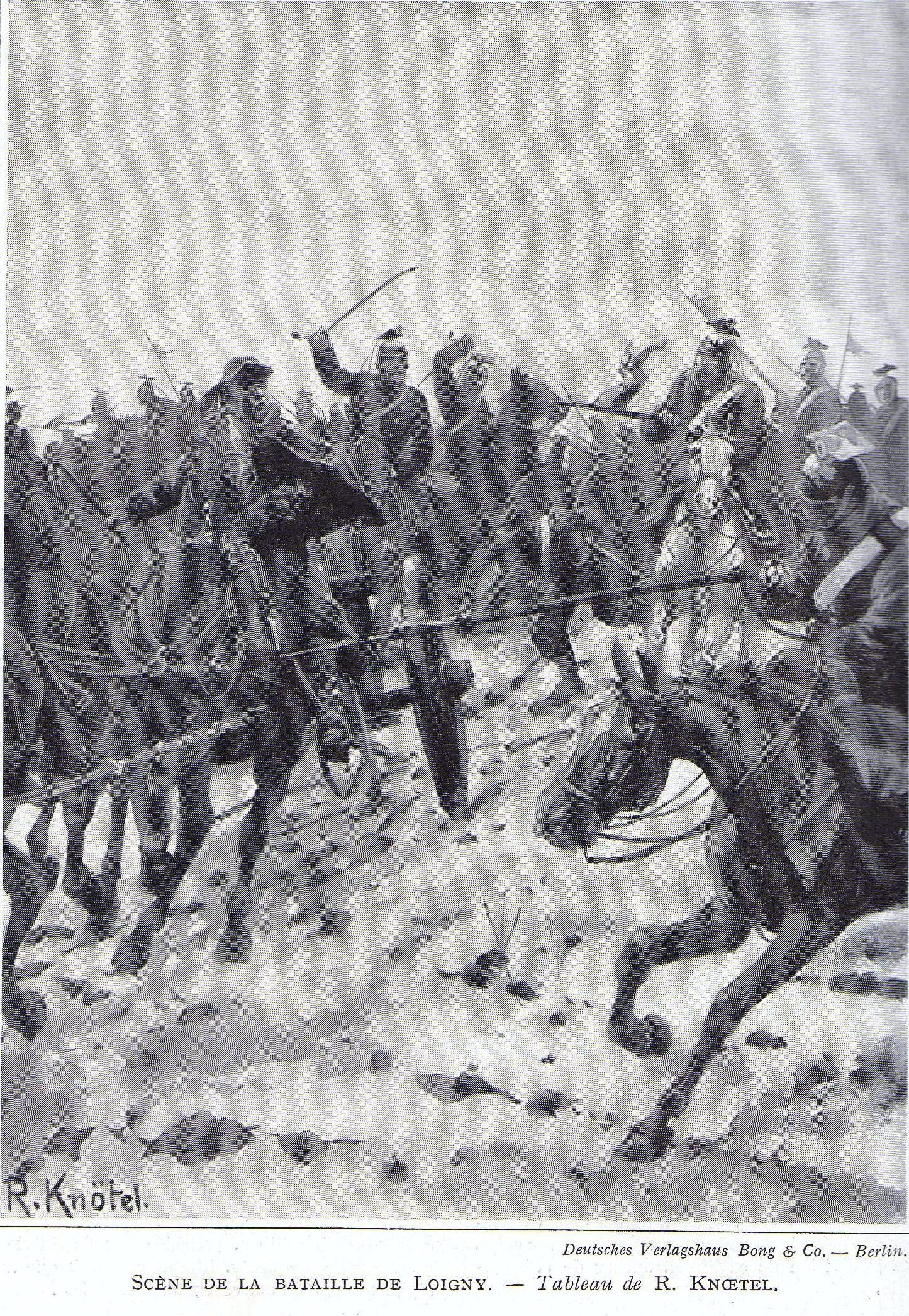
Charge d'uhlans à la bataille de Loigny.

Le 28 avril 1867, on lui confia le 11e régiment d'infanterie royal bavarois (de), devenu désormais le « régiment von der Tann ». Maintenu au poste d'aide de camp du roi et chef de division, il fut promu le 8 janvier 1869 au grade de General der Infanterie et nommé général du 1er corps d'armée royal bavarois (de). C’est à ce poste qu'en 1870 il s'illustra aux batailles de Frœschwiller-Wœrth, de Beaumont et de Sedan, où il prit la tête des opérations lors de l’attaque contre Bazeilles. La clairvoyance et l'énergie dont il fit preuve au cours de cette campagne des Ardennes lui valut d'être promu commandeur de l’Ordre militaire Max-Joseph. Après la capitulation de Napoléon III, son unité demeura stationnée à Sedan pour assurer le départ des prisonniers de guerre et veiller sur le butin pris à l'ennemi.
Au début du mois d’octobre 1870, le Haut-commandement lui confia, en plus de son corps d'armée, la direction de la 22e division prussienne d’Infanterie, et les 1re et 4e divisions de cavalerie, bien que la 1re division de cavalerie, affectée à des opérations particulières, ne participât pas à la campagne qui suivit. C'est cette armée qui tint en échec l'Armée de la Loire commandée par le général de La Motte Rouge le 10 octobre 1870 aux combats d'Artenay et assiégea victorieusement Orléans. Le 9 novembre, la contre-offensive menée par le général d'Aurelle de Paladines à la Bataille de Coulmiers (Arrondissement d'Orléans) l’obligea à se replier vers le nord. Du 2 au 10 décembre il combattit sous les ordres du grand-duc Frédéric-François II de Mecklembourg-Schwerin prenant part à plusieurs combats particulièrement sanglants autour d’Orléans. Blessé à la jambe à la bataille de Loigny, il parvint à tenir la position qu'on lui avait confiée. Après deux mois de combats presque ininterrompus, il fit marcher ses troupes fin décembre 1870 vers Paris pour anéantir les dernières unités ennemies. Pour le seul mois de décembre, son armée avait perdu 5 600 hommes.
Après la défaite de la France, il fut accueilli en héros, non seulement en Bavière mais même en Prusse, où les autorités lui décernèrent les plus hautes décorations. Le 22 août 1876, le roi de Bavière le nomma Grand-chancelier de l'ordre militaire Max-Joseph.
À l'automne 1880, il contracta un rhume et un début de pneumonie se déclara, l'obligeant à partir en convalescence au Tyrol (20 avril 1881). Il mourut à Mérano une semaine plus tard. On l'inhuma dans la crypte (Arkadengrab) de l’Alter Nordfriedhof de Munich.
En mars 1908, l'armée impériale allemande baptisa en son honneur son premier croiseur propulsé à turbine, le SMS Von der Tann.